# Marion Tietz
Marion Tietz   (Berlín, 17 de novembre de 1952) fou una jugadora d'handbol alemanya que va competir sota bandera de la República Democràtica Alemanya durant les dècades de 1970 i 1980.
El 1976 va prendre part en els Jocs Olímpics de Mont-real, on guanyà la medalla de plata en la competició d'handbol, i quatre anys més tard, als Jocs de Moscou, guanyà la medalla de bronze.
En el seu palmarès també destaquen dos campionats del món d'handbol, el 1975 i 1978. Jugà un total de 188 partits internacionals per a la RDA, en què va marcar 345 gols.
A nivells de clubs jugà al TSC Berlin.